# Nurikabe (esprit)

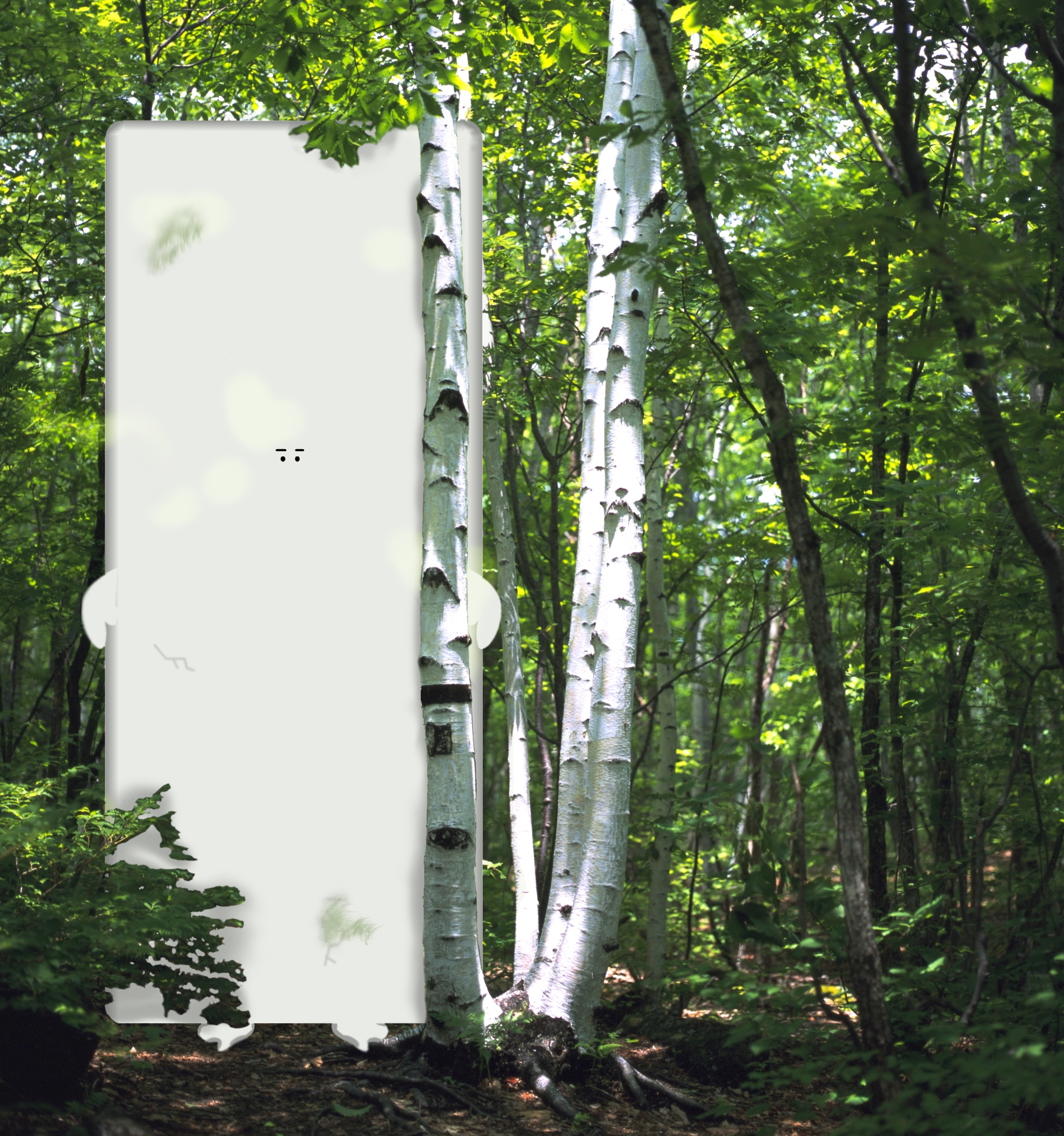
Le nurikabe est une créature mythologique du folklore japonais. Ici, un montage dans une forêt japonaise.

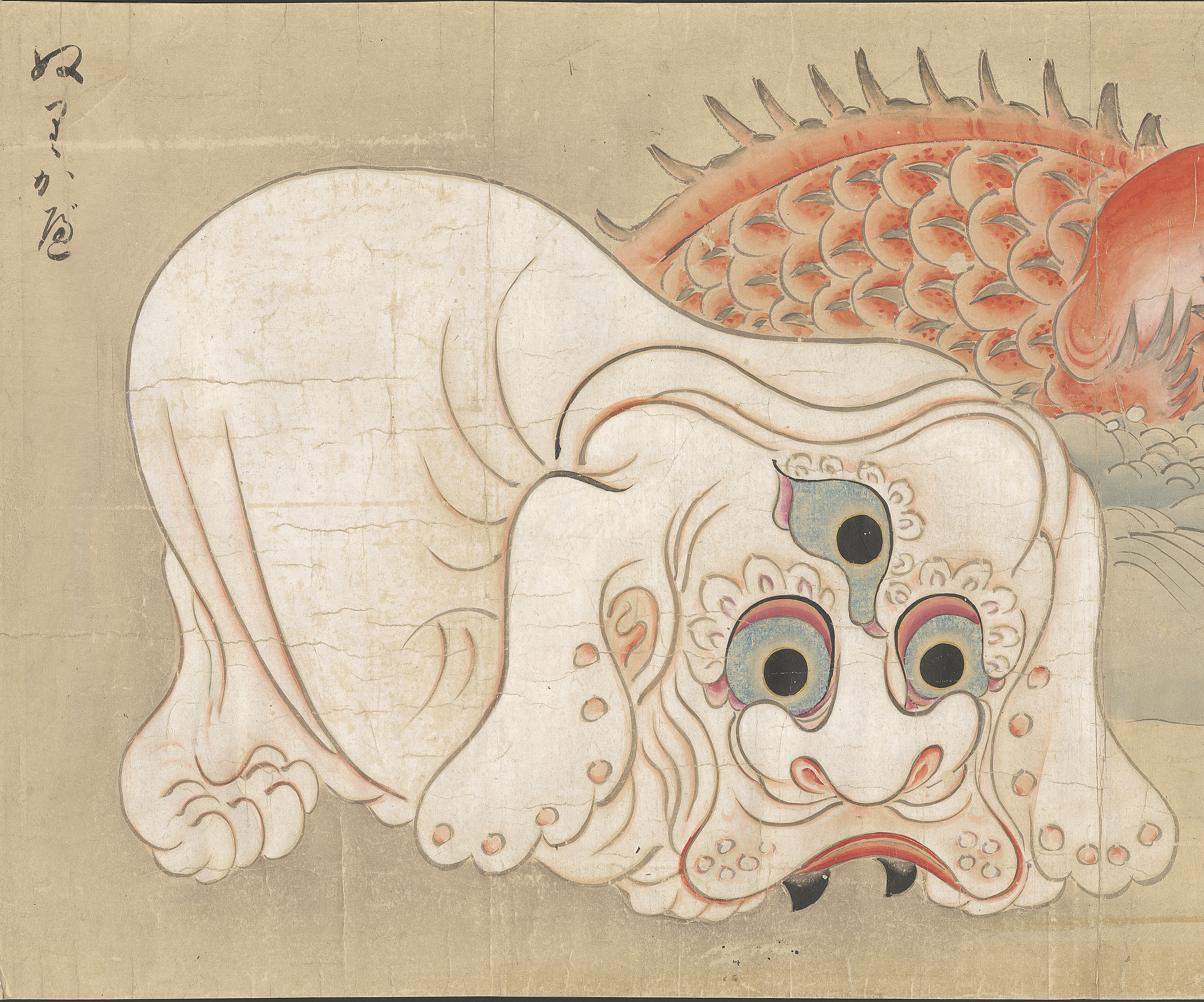
Nurikabe (ぬりかべ) de Bakemono no e (化物之繪, vers 1700), Collection Harry F. Bruning de livres et de manuscrits japonais, Collections spéciales L. Tom Perry, Bibliothèque Harold B. Lee, Université Brigham Young.

Le nurikabe (ぬりかべ) est un yōkai, un esprit du folklore japonais. Il ressemble à un mur, bloquant ou détournant les voyageurs de nuit. Il est inutile de tenter d'en faire le tour car il peut s'étendre à volonté. Il suffit de frapper sa base pour qu'il disparaisse.